# Велика Весь (Зґерський повіт)
Велика Весь (пол. Wielka Wieś) — село в Польщі, у гміні Паженчев Зґерського повіту Лодзинського воєводства.
Населення — 159 осіб (2011).
У 1975-1998 роках село належало до Лодзинського воєводства.

## Демографія
Демографічна структура станом на 31 березня 2011 року:
|          | Загалом | Допрацездатний вік | Працездатний вік | Постпрацездатний вік |
| -------- | ------- | ------------------ | ---------------- | -------------------- |
| Чоловіки | 79      | 17                 | 58               | 4                    |
| Жінки    | 80      | 14                 | 47               | 19                   |
| Разом    | 159     | 31                 | 105              | 23                   |